# Siphonogorgia fragilis
Siphonogorgia fragilis är en korallart som beskrevs av Verseveldt 1965. Siphonogorgia fragilis ingår i släktet Siphonogorgia och familjen Nidaliidae. Inga underarter finns listade i Catalogue of Life.